# Wyspy Dziewicze Stanów Zjednoczonych na Zimowych Igrzyskach Olimpijskich 1992
Wyspy Dziewicze Stanów Zjednoczonych na Zimowych Igrzyskach Olimpijskich 1992 reprezentowało dziesięciu mężczyzn i dwie kobiety.
Był to drugi start Wysp Dziewiczych Stanów Zjednoczonych na zimowych igrzyskach olimpijskich.

## Bobsleje
Mężczyźni
- Daniel Burgner
- David Entwistle
- Michael Juhlin
- Ernest Mathias
- Bill Neill
- Sven Petersen
- James Withey
- Paul Zar

Ślizg dwójek mężczyzn
| Sanie  | Atleci                         | W sumie | Miejsce |
| ------ | ------------------------------ | ------- | ------- |
| ISV I  | Bill Neill Sven Petersen       | 4:16,60 | 44.     |
| ISV II | Daniel Burgner David Entwistle | 4:16,72 | 45.     |

Ślizg czwórek mężczyzn
| Sanie | Atleci                                             | W sumie | Miejsce |
| ----- | -------------------------------------------------- | ------- | ------- |
| ISV   | Paul Zar James Withey Sven Petersen Michael Juhlin | 4:10,35 | 29.     |

## Narciarstwo alpejskie
Mężczyźni
- John Campbell
  - slalom – wycofał się
  - slalom gigant – 62. miejsce
  - super gigant – 74. miejsce

Kobiety
- Seba Johnson
  - slalom – 37. miejsce
  - slalom gigant – 37. miejsce

## Saneczkarstwo
Mężczyźni
- Kyle Heikkila

Kobiety
- Anne Abernathy

Jedynki mężczyzn
| Atleta        | W sumie  | Miejsce |
| ------------- | -------- | ------- |
| Kyle Heikkila | 3:11,135 | 29.     |

Jedynki kobiet
| Atletka        | W sumie  | Miejsce |
| -------------- | -------- | ------- |
| Anne Abernathy | 3:14,342 | 23.     |